# 사다 (배우)
사다(Sadha, 1984년 2월 17일 ~ )는 인도의 배우이다.

## 같이 보기
- 인도 영화 배우 목록